# Ninox punctulata
Ninox punctulata là một loài chim trong họ Strigidae.